# لیم جونگ وو
لیم جونگ وو (انگلیسی: Lim Jung-woo؛ زادهٔ ۲۰ ژانویهٔ ۱۹۷۸) بازیکن هاکی روی چمن اهل کره جنوبی است.